# Chevaigné-du-Maine
Chevaigné-du-Maine település Franciaországban, Mayenne megyében. Lakosainak száma 152 fő (2022. január 1.). Chevaigné-du-Maine Saint-Julien-du-Terroux, Charchigné, Javron-les-Chapelles, Lassay-les-Châteaux és Madré községekkel határos.

## Népesség
A település népességének változása:
| Lakosok száma | 394  | 288  | 230  | 209  | 186  | 177  | 173  | 160  | 154  | 152  |
|               | 1968 | 1982 | 1990 | 2006 | 2013 | 2015 | 2017 | 2019 | 2020 | 2022 |